# En la foscor del bosc
En la foscor del bosc (títol original: Promenons-nous dans les bois) és una pel·lícula francesa  de terror dirigida per Lionel Delplanque, estrenada el 2000. Ha estat doblada al català.

## Argument
Cinc joves actors arriben per muntar un espectacle sobre La Caputxeta Vermella. Molt ràpidament, la terrible història que posen en escena es desplega sota els seus ulls, i el Gran Malvat Llop es reencarna sota la forma d'un homicida. La ficció esdevé una realitat sagnant, i la nit serà llarga.

## Repartiment
- Clotilde Courau: Sophie
- Clément Sibony: Matthieu
- Vincent Lecœur: Wilfried
- Alexia Stresi: Jeanne
- Maud Buquet: Mathilde
- François Berléand: Axel de Fersen
- Denis Lavant: Stéphane
- Michel Muller: el policia
- Thibault Truffert: Nicolas
- Marie Trintignant: la mare
- Suzanne MacAleese: Pélagie

## Al voltant de la pel·lícula
- Acollida crítica: El film rep majoritàriament crítiques negatives. És 14è a la llista dels pitjors films de tots els temps a AlloCiné, amb una nota de 1,1/5 dels espectadors.
- Axel de Fersen és un comte suec del segle xviii conegut per a la seva relació amb la reina de França Maria Antonieta d'Àustria.
- La música que acompanya l'espectacle sobre La Caputxeta vermella és Pere i el llop de Prokofiev.
- Al primer terç del film, el poema que Axel de Fersen demana llegir a Wilfried és Der Erlkönig de Goethe, una traducció francesa inspirada de la de Gérard de Nerval.

## Premis i nominacions
- Gran premi de cinema fantàstic europeu i nominació al premi a la millor pel·lícula, en el Festival Internacional de Cinema Fantàstic de Catalunya l'any 2000.
- Nominació al gran premi de cinema fantàstic europeu, en el festival Fantasporto l'any 2001.